# SU-152
SU-152 „Samochodnaja Ustanovka“ (ryska: СУ-152, самоходно-артиллерийская установка, med det ursprungliga projektnamnet KW-14.) var en sovjetisk infanterikanonvagn med 152mm kanon byggd på KV-1s chassi.
Under slaget vid Kursk visade den sig vara så effektiv mot Tiger- och Pantherstridsvagnar att den fick smeknamnet Zveroboi (Bestdödaren).